# M1918 (танк)
Трёхтонный танк «Форд» (англ. Ford Three-ton Tank), принятый на вооружение под обозначением Трёхтонный специальный трактор, модель 1918 (англ. Three-ton Special Tractor M1918) — лёгкий танк (танкетка) США периода Первой мировой войны. Создан фирмой «Форд» в 1918 году с максимальным использованием в конструкции компонентов коммерческих автомобилей. 
Американские части, участвовавшие в Первой мировой войне, не имели собственных танков, но использовали британские или французские. Поэтому в 1918 году Форд спроектировал и построил танк по образцу успешного французского Renault FT-17. Это был самый дешёвый и маленький танк, произведённый в США. Его приводили в действие два двигателя мощностью 45 л.с. с электрическим зажиганием. Водитель управлял танком c органами управления, которые определяли передаточное число каждого двигателя. Командир находился за ним и управлял пулемётом калибра 7,62 мм, установленным в неподвижной башне. Опытный образец был отправлен на испытания во Францию, где был одобрен до конца войны. На вооружение был принят в качестве лёгкого артиллерийского трактора (танкетки), так как испытания показали его непригодность к роли танка. 15 предсерийных M1918 были выпущены в 1918 году, планировалось с 1919 года выпустить 15000 этих машин, однако с окончанием Первой мировой войны заказ на производство M1918 был отменён.

## Технические данныe
- Масса: 3,4 т
- Длина: 4.20 м
- Ширина: 1,68 м
- Рост: 1,62 м
- Броня: 13 мм
- Моторы: 2
- Мощность: 2 × 22,5 л.с.
- Максимальная скорость: 13 км/ч
- Пробег: 55 км (С топливным баком на 77,5 литров (~ 17 галлонов)
- Экипаж: 2 человека
- Вооружение: пушка калибра 5,7 см или пулемёт калибра 7,6 мм.

## Сохранившиеся образцы
Известен один сохранившийся образец, который находится в Национальном музее пехоты в Форт-Беннинге, штат Джорджия.

## Видео
https://www.youtube.com/watch?v=NUvuJ8px4dM
https://www.youtube.com/watch?v=MgeOW4YOGak